# Fritz Hintze
Fritz Hintze (* 18. April 1915 in Berlin; † 30. März 1993 ebenda) war ein deutscher Ägyptologe und Sudanarchäologe. Er war der Begründer der Sudanarchäologie in Deutschland.

## Leben und Werk
Hintze studierte von 1934 bis 1940 an der Friedrich-Wilhelms-Universität zu Berlin bei Hermann Grapow und trat 1935 dem Nationalsozialistischen Deutschen Studentenbund bei. Er arbeitete ab 1936 als wissenschaftlicher Hilfsarbeiter für das  Wörterbuch der ägyptischen Sprache. 1940 wurde er zur Wehrmacht eingezogen, 1944 erfolgte während eines Kurzurlaubs seine Promotion. Nach Rückkehr aus Kriegsgefangenschaft 1946 arbeitete er wieder für das Wörterbuch, bei welchem er im Oktober 1945 zum wissenschaftlichen Mitarbeiter befördert worden war. 1947 erfolgte seine Habilitation an der Humboldt-Universität, dort wurde er 1947 zum Dozenten ernannt, 1951 zum Professor. 1957 begründete er dort das Institut für Ägyptologie, das 1968 in Institut für Sudanarchäologie und Ägyptologie umbenannt wurde. 1980 wurde er emeritiert. 1956 bis 1959 war er daneben Direktor des Instituts für Orientforschung der Akademie der Wissenschaften, deren Mitglied er ab 1959 war. 
Hintzes Hauptforschungsgebiet war die Erforschung der meroitischen Kultur in Nubien. Feldforschungsprojekte unternahm er in der Butana (1957–58) und Musawwarat es Sufra (1960–1970). Zu seinen Schülern und Schülerinnen gehörte eine ganze Generation von DDR-Ägyptologen, die sich zu einem Gutteil auf den Sudan der Antike spezialisierten, darunter Erika Endesfelder, Liselotte Honigmann-Zinserling, Irene Shirun-Grumach, Karl-Heinz Priese, Walter-Friedrich Reineke und Steffen Wenig.

## Dokumentarfilme
- Im Wüstencamp (DEFA-Dokumentarfilm, Regie: Götz Oelschlägel, 1966)[2]
- Musawwarat (DEFA-Dokumentarfilm, Regie: Götz Oelschlägel, 1966)[3]